# مارتیچی
مارتیچی (به لاتین: Martići) یک منطقهٔ مسکونی در مونته‌نگرو است که در شهرداری بار واقع شده‌است. مارتیچی ۲۹۳ نفر جمعیت دارد.